# René Barbier (Komponist)
René Auguste Ernest Barbier (* 12. Juli 1890 in Namur, Belgien; † 24. Dezember 1981 in Brüssel) war ein belgischer Komponist.

## Leben
Barbier absolvierte das Königliche Konservatorium von Lüttich als Student von Paul Gilson und Sylvain Dupuis. Später war er bis 1963 leitender Professor am Konservatorium von Namur. 1968 wurde er korrespondierendes und 1972 ordentliches Mitglied der Königlichen Akademie der Wissenschaften und Schönen Künste von Belgien.
Er schuf zahlreiche Kompositionen, darunter Kantaten, ein Oratorium, zwei Messen, Sinfonische Dichtungen, Ballette, eine Operette und Konzerte für Klavier und Orchester.
Ferner war er Dirigent mehrerer Orchester. 

## Werke

### Werke für Orchester
- 1914 Nox opus 7 für Mezzosopran und Orchester
- 1916 Poème op. 14 für Violoncello und Orchester
- 1916 Variations expressives opus 14
- 1918 Pièce symphonique opus 17 für Trompete und Orchester
- 1919 Thyl Ulenspiegel banni opus 22 für gemischten Chor und Orchester
- 1920 La tempête opus 25 für Tenor und Orchester
- 1920 La légende de Béatrice opus 27 für Soli, Chor und Orchester
- 1922 Concerto n°1 für Klavier und Orchester opus 28
- 1923 Les génies du sommeil opus 29 für großes Orchester
- 1933 La Tour de Babel opus 39 für Rezitant, Soli, Kinderchor, gemischten Chor, Orchester und Orgel
- 1933 Cinq madrigaux opus 41 für Bariton und Orchester
- 1933 La mort de Prométhée opus 42 für Rezitant, 2 Soprane, 2 Alt, 2 Tenor, 2 Bass und Orchester
- 1933 Concerto n°2 für Klavier und Orchester opus 43
- 1935 Les éléments opus 64
- 1938 Concerto für Violoncello und Orchester opus 54
- 1940 Poco adagio e allegro brillante opus 66 für Klarinette und kleines Orchester
- 1940 La voix humaine opus 67 für Rezitant und kleines Orchester
- 1941 Diptyque opus 68
- 1947 La musique de perdition opus 75
- 1952 Le chemin de la croix opus 85 für Rezitant und Orchester
- 1956 Trois esquisses symphoniques opus 91
- 1957 Les pierres magiques opus 94
- 1961 Rouwklacht van het 9de uur – Lamentation de la 9e heure opus 100 für Rezitant, Soli, Chor und Orchester
- 1962 Trois mouvements symphoniques opus 104 für Streichorchester
- 1963 Tableau symphonique opus 105
- 1964 Concerto für Horn in F und Orchester opus 106
- 1967 Introduction et allegro symphonique opus 112 für großes Orchester
- 1967 Concerto für Orgel, Streicher und Pauken opus 113
- ô tilleul des aïeux für gemischten Chor und Orchester

### Werke für Kammermusik
- 1913 Réveil opus 8 für Sopran oder Tenor und Piano
- 1914 Sonate en ré opus 9 für Violine und Piano
- 1915 Soir opus 11 für mittlere Stimme und Piano
- 1916 Sonate opus 12 für Horn in F und Piano
- 1917 Testament opus 15 für Bariton und Piano
- 1918 L’épopée belge opus 21 für Mezzosopran und Piano

### Werke für Piano
- 1918 Triptyque opus 16

### Werke für Blasorchester
- 1936 Les carions d’el’Wallonie opus 47 für Baritone (unisono) und Blasorchester
- 1941 Fête carillonnée opus 68 Nr. 2
- 1946 Introduction et fantaisie rapsodique sur deux airs wallons opus 71
- 1947 Marche de l’empereur opus 72 für Fanfare-Orchester
- 1947 Marche de l’ommegang 1947 opus 72
- 1947 Ommegang de Bruxelles opus 72 für Fanfare-Orchester
- 1947 Jeu de la Rose opus 73
- 1948 Hymne olympique opus 84 für gemischten Chor und Blasorchester
- 1955 Pegase opus 87
- 1955 Calliope opus 89 für Blasorchester
- 1956 Introduction opus 90 für Fanfare-Orchester
- 1956 Marche mosane opus 92
- 1957 Adagio opus 82 für Fanfare-Orchester
- 1959 Pièce concertante opus 95 für Alt-Saxophon und Blasorchester
- 1962 Te Deum laudamus opus 102 für gemischen Chor, Fanfare-Orchester und Orgel
- 1969 Ouverture concertante opus 114 für Blasorchester
- 1971 Evocation sonore de l’Ardenne opus 115

### Bühnenwerke
- 1912 Yvette opus 1 - Oper -
- 1913 La fête du vieux tilleul
- 1923 La sultane à Paris opus 33 - Operette -

### Vokalmusik
- 1914 Jesu Salvator opus 5 für gemischten Chor und Orgel

### Messen
- 1919 Missa, opus 20 für 3 gleiche Stimmen und Orgel
- 1934 Missa, opus 45 für 2 ungleiche Stimmen und Orgel
- 1935 Messe basse opus 49 für Orgel oder Harmonium

## Weblink
- Sylvain Vouillemin: Barbier, René. (Memento vom 17. Juni 2011 im Internet Archive) In: Centre Belge de Documentation Musicale (CeBeDeM) 1983, 1990, 2009 (niederländisch)